# Adendorp
Adendorp est un village situé dans la province du Cap-Oriental en Afrique du Sud et administré par la municipalité locale de Dr Beyers Naudé au sein du district de Sarah Baartman.
Adendorp est fondé en 1856 et baptisé en référence à N.J. Adendorff, propriétaire de la ferme sur les terrains desquels le village fut édifié. 

## Localisation
Adendorp est situé à 8 km au sud de Graaff Reinet. 

## Démographie
En 2011, sa population est de 401 habitants (78,05 % de blancs, 16,96 % de coloureds, 4,24 % de noirs). La langue maternelle dominante des habitants est l'afrikaans (88,78 %).